# Platyrhacus socius
Platyrhacus socius är en mångfotingart som beskrevs av Chamberlin 1941. Platyrhacus socius ingår i släktet Platyrhacus och familjen Platyrhacidae. Inga underarter finns listade i Catalogue of Life.